# Sarah Hyland
Sarah Jane Hyland (New York, New York, 1990. november 24. –) amerikai színésznő.
Legismertebb alakítása Haley Dunphy az ABC csatorna Modern család című szitkomjában.

## Élete és pályafutása
1990. november 24-én született New York Cityben, Melissa Canaday és Edward James Hyland színészek lányaként. Van egy öccse, Ian, aki szintén színész. Négyévesen kezdte karrierjét reklámokban. Sarah a második osztályig otthon tanult, az édesanyja tanította. Gyerekként nem mehetett nyári táborokba, betegsége, a vesediszplázia miatt.
Hatodikos korában felvették a Professional Performing Arts School-ba, 2008-ban diplomázott.
A diploma után, 18 évesen elköltözött Los Angelesbe, hogy folytathassa a karrierjét, nem is kellett sokat várnia, hiszen két héttel szerepet kapott egy TV-sorozat próbaepizódjában. A sorozat címe a "My American Family" (Az amerikai családom) volt, de megváltoztatták Modern Family-re (Modern család). A sorozatnak már elő van jegyezve a kilencedik és tizedik évada is; Sarah a tipikus tinédzsert, Haley Dunphy-t játssza a sorozatban.

## Magánélete
2017-ben Hyland kapcsolatba kezdett Wells Adams rádiós személyiséggel, a The Bachelorette és a Bachelor in Paradise egykori versenyzőjével. 2019 júliusában a pár eljegyezte egymást. Esküvőjüket többször is elhalasztották, eredetileg 2020 augusztusában terveztek összeházasodni, ami a COVID-19 világjárvány miatt elmaradt.

## Filmográfia

### Film
| Év   | Magyar cím                   | Eredeti cím                                                        | Szerep                  | Magyar hang        |
| ---- | ---------------------------- | ------------------------------------------------------------------ | ----------------------- | ------------------ |
| 1997 |                              | A Tall Winter's Tale (rövidfilm)                                   | Elizabeth               |                    |
| 1997 | Intim részek                 | Private Parts                                                      | Howard lánya            |                    |
| 1998 | Vágyaim netovábbja           | The Object of My Affection                                         | Molly                   |                    |
| 1998 |                              | Advice from a Caterpillar                                          | Lizbeth                 |                    |
| 1999 | Broadway 39. utca            | Cradle Will Rock                                                   | Silvano – Giovanna      |                    |
| 2002 |                              | The Empath                                                         | Christine fiatalon      |                    |
| 2004 | Spangol – Magamat sem értem! | Spanglish                                                          | barát az ottalvós bulin |                    |
| 2007 | Vak-randi                    | Blind Date                                                         | gyermek (hangja)        |                    |
| 2010 |                              | Monster Heroes                                                     | Delilah                 |                    |
| 2011 | Randiügynökség               | Cougars, Inc.                                                      | Courtney                |                    |
| 2011 |                              | Conception                                                         | Tracey                  |                    |
| 2012 | Villámcsapás                 | Struck by Lightning                                                | Claire Mathews          | Törőcsik Franciska |
| 2013 | Horrorra akadva 5.           | Scary Movie 5                                                      | Mia                     |                    |
| 2013 |                              | April Apocalypse                                                   | Samm                    |                    |
| 2014 | Vámpírakadémia               | Vampire Academy                                                    | Natalie Dashkov         | Pekár Adrienn      |
| 2014 | Szex és haverok              | Date and Switch                                                    | Ava                     | Laudon Andrea      |
| 2015 |                              | See You in Valhalla                                                | Johana Burwood          |                    |
| 2016 |                              | Satanic                                                            | Chloe                   |                    |
| 2016 |                              | Lego DC Comics Super Heroes: Justice League – Gotham City Breakout | Batgirl (hangja)        |                    |
| 2016 |                              | XOXO                                                               | Krystal                 |                    |
| 2019 | NászszezON                   | The Wedding Year                                                   | Mara Baylor             |                    |

### Televízió
| Év        | Magyar cím                                    | Eredeti cím                                             | Szerep                       | Megjegyzések                                                                                             |
| --------- | --------------------------------------------- | ------------------------------------------------------- | ---------------------------- | --- |
| 1997–1998 |                                               | Another World                                           | Rain Wolfe                   | 12 epizód                                                                                                |
| 1998      | Trinity – Érzelmek viharában                  | Trinity                                                 | félénk lány                  | 1 epizód                                                                                                 |
| 1999      |                                               | Annie                                                   | Molly                        | tévéfilm                                                                                                 |
| 2000      | Joe Gould titka                               | Joe Gould's Secret                                      | Elizabeth Mitchell           | tévéfilm                                                                                                 |
| 2000      | Az angyali Audrey Hepburn                     | The Audrey Hepburn Story                                | Audrey Hepburn nyolcévesen   | tévéfilm                                                                                                 |
| 2000      |                                               | All My Children                                         | Karen                        | 2 epizód                                                                                                 |
| 2000      |                                               | Falcone                                                 | Jess Pistone Egan            | |
| 2001–2009 | Esküdt ellenségek: Különleges ügyosztály      | Law & Order: Special Victims Unit                       | Lily Ramsey / Jennifer Banks | 2 epizód                                                                                                 |
| 2002      | Angyali érintés                               | Touched by an Angel                                     | Grace                        | 1 epizód                                                                                                 |
| 2004      | Esküdt ellenségek                             | Law & Order                                             | Kristine McLean              | 1 epizód                                                                                                 |
| 2005      | Esküdt ellenségek: Az utolsó szó jogán        | Law & Order: Trial by Jury                              | Brianne Colby                | 1 epizód                                                                                                 |
| 2007      |                                               | One Life to Live                                        | Heather                      | 7 epizód                                                                                                 |
| 2008–2009 | Rúzs és New York                              | Lipstick Jungle                                         | Maddie Healy                 | 15 epizód                                                                                                |
| 2009–2020 | Modern család                                 | Modern Family                                           | Haley Dunphy                 | - főszereplő (11. évad) - magyar hangja: - Laudon Andrea - Talmács Márta - Pekár Adrienn - Vági Viktória |
| 2010      |                                               | Cubed                                                   | önmaga                       | 1 epizód                                                                                                 |
| 2011      |                                               | Childrens Hospital                                      | híres személy                | 1 epizód                                                                                                 |
| 2011      | Bájos törtető                                 | Geek Charming                                           | Dylan Schoenfield            | tévéfilm                                                                                                 |
| 2012      | Punk’d – SztÁruló                             | Punk'd                                                  | önmaga                       | 1 epizód                                                                                                 |
| 2012      |                                               | Perception                                              | Tourette-szindrómás lány     | 1 epizód                                                                                                 |
| 2012–2015 | Randy Cunningham: Kilencedikes nindzsa        | Randy Cunningham: 9th Grade Ninja                       | Theresa Fowler (hangja)      | 11 epizód                                                                                                |
| 2013      | Öt történet az elmezavarról                   | Call Me Crazy: A Five Film                              | Grace                        | - tévéfilm - magyar hangja: - Hermann Lilla                                                              |
| 2013      |                                               | Bonnie & Clyde                                          | Blanche Barrow               | minisorozat                                                                                              |
| 2014      |                                               | Robot Chicken DC Comics Special 2: Villains in Paradise | Lena Luthor (hangja)         | különkiadás                                                                                              |
| 2014      | Vérmes négyes                                 | Hot in Cleveland                                        | Ivy                          | 1 epizód                                                                                                 |
| 2015      |                                               | Repeat After Me                                         | önmaga                       | 1 epizód                                                                                                 |
| 2015      | A Büszke Birtok oroszlánőrsége: Kion üvöltése | The Lion Guard: Return of the Roar                      | Tiifu (hangja)               | - tévéfilm - magyar hangja: - Laudon Andrea                                                              |
| 2016      |                                               | Lip Sync Battle Shorties                                | önmaga                       | próbaepizód házigazdája                                                                                  |
| 2016–2017 | Az Oroszlán őrség                             | The Lion Guard                                          | Tiifu (hangja)               | 4 epizód                                                                                                 |
| 2017      | Playback párbaj                               | Lip Sync Battle                                         | önmaga                       | 1 epizód                                                                                                 |
| 2017      | A 404-es dimenzió                             | Dimension 404                                           | Chloe                        | 1 epizód                                                                                                 |
| 2017      | Dirty Dancing                                 | Dirty Dancing                                           | Lisa Houseman                | tévéfilm                                                                                                 |
| 2017      | Árnyvadászok: A végzet ereklyéi               | Shadowhunters                                           | Seelie Queen                 | 2 epizód                                                                                                 |
| 2017      |                                               | The Lion Guard: The Rise of Scar                        | Tiifu (hangja)               | tévéfilm                                                                                                 |
| 2019      | Veronica Mars                                 | Veronica Mars                                           | Alyssa                       | 1 epizód                                                                                                 |
| 2020      |                                               | RuPaul's Drag Race All Stars                            | önmaga (vendég zsűritag)     | 1 epizód                                                                                                 |
| 2020      |                                               | Celebrity Game Face                                     | önmaga                       | 1 epizód                                                                                                 |
| 2021      |                                               | Epic                                                    | Rose                         | próbaepizód                                                                                              |
| 2021–     |                                               | Play-Doh Squished                                       | önmaga                       | házigazda                                                                                                |
| 2022      |                                               | Love Island                                             | önmaga                       | házigazda                                                                                                |
| 2022      | Tökéletes Hang: Bumper Berlinben              | Pitch Perfect: Bumper in Berlin                         | Heidi Miller                 | főszereplő                                                                                               |

## Díjak és jelölések
| Év   | Díj                              | Kategória | Jelölt mű     | Eredmény |
| ---- | -------------------------------- | --- | ------------- | -------- |
| 2017 | Screen Actors Guild-díj          | Kiemelkedő alakítás a szereplőgárdától vígjátéksorozatban (Megosztva: Aubrey Anderson-Emmons-szal, Julie Bowen-nel, Ty Burrell-lel, Jesse Tyler Ferguson-nal, Nolan Gould-dal, Jeremy Maguire-rel, Ed O'Neill-lel, Rico Rodriguez-zel, Eric Stonestreet-tel, Sofía Vergarával és Ariel Winter-rel) | Modern család | Jelölve  |
| 2016 | Nickelodeon Kids’ Choice Awards  | Kedvenc családi TV-színésznő | Modern család | Elnyerte |
| 2016 | Screen Actors Guild-díj          | Kiemelkedő alakítás a szereplőgárdától vígjátéksorozatban (Megosztva a szereplőgárdával) | Modern család | Jelölve  |
| 2015 | Screen Actors Guild-díj          | Kiemelkedő alakítás a szereplőgárdától vígjátéksorozatban (Megosztva a szereplőgárdával) | Modern család | Jelölve  |
| 2014 | Teen Choice Awards               | TV színésznő: Jelenetlopó | Modern család | Jelölve  |
| 2014 | Screen Actors Guild-díj          | Kiemelkedő alakítás a szereplőgárdától vígjátéksorozatban (Megosztva a szereplőgárdával) | Modern család | Elnyerte |
| 2013 | Critics Choice Television Awards | Legjobb mellékszereplő színésznő vígjátéksorozatban | Modern család | Jelölve  |
| 2013 | Screen Actors Guild-díj          | Kiemelkedő alakítás a szereplőgárdától vígjátéksorozatban (Megosztva a szereplőgárdával) | Modern család | Elnyerte |
| 2012 | Teen Choice Awards               | TV színésznő: Jelenetlopó | Modern család | Jelölve  |
| 2012 | Screen Actors Guild-díj          | Kiemelkedő alakítás a szereplőgárdától vígjátéksorozatban (Megosztva a szereplőgárdával) | Modern család | Elnyerte |
| 2011 | Screen Actors Guild-díj          | Kiemelkedő alakítás a szereplőgárdától vígjátéksorozatban (Megosztva a szereplőgárdával) | Modern család | Elnyerte |
| 2010 | Teen Choice Awards               | Kedvenc kitörő TV-sztár | Modern család | Jelölve  |
| 2010 | Screen Actors Guild-díj          | Kiemelkedő alakítás a szereplőgárdától vígjátéksorozatban (Megosztva a szereplőgárdával) | Modern család | Elnyerte |
| 2010 | Gold Derby Awards                | Az év szereplőgárdája (Megosztva a szereplőgárdával) | Modern család | Elnyerte |
| 2000 | Young Artist Award               | Legjobb alakítás játékfilmben vagy TV-filmben - Fiatal szereplőgárda (Megosztva: Erin Adams-szel, Lalaine-nel, Alicia Morton-nal, Nanea Miyata-val, Marissa Rago-val és Danelle Wilson-nal) | Annie         | Jelölve  |